# Pescocostanzo
Pescocostanzo település Olaszországban, Abruzzo régióban, L’Aquila megyében. Lakosainak száma 1081 fő (2023. január 1.). Pescocostanzo Ateleta, Palena, Pettorano sul Gizio, Rivisondoli, Rocca Pia, Cansano és Roccaraso községekkel határos.

## Népesség
A település lakossága az elmúlt években az alábbi módon változott:
| Lakosok száma | 1113 | 1090 | 1081 |
|               | 2017 | 2018 | 2023 |